# Ahde
Ahde är en tätort (finska: taajama) i Nivala stad (kommun) i landskapet Norra Österbotten i Finland. Vid tätortsavgränsningen 31 december 2013 hade Ahde 369 invånare.

## Befolkningsutveckling
| Befolkningsutvecklingen i Ahde 1980–2013              | Befolkningsutvecklingen i Ahde 1980–2013 | Befolkningsutvecklingen i Ahde 1980–2013 | Befolkningsutvecklingen i Ahde 1980–2013 | Befolkningsutvecklingen i Ahde 1980–2013 |
| ----------------------------------------------------- | ---------------------------------------- | ---------------------------------------- | ---------------------------------------- | ---------------------------------------- |
|                                                       |                                          |                                          |                                          |                                          |
| År                                                    |                                          |                                          | Folkmängd                                | Landareal (km²)                          |
| 1980                                                  | 1980                                     |                                          | 231                                      | 3,0                                      |
| 2000                                                  | 2000                                     |                                          | 308                                      | 2,44                                     |
| 2005                                                  | 2005                                     |                                          | 326                                      | 2,6                                      |
| 2010                                                  | 2010                                     |                                          | 280                                      | 1,73                                     |
| 2012                                                  | 2012                                     |                                          | 362                                      | 2,11                                     |
| 2013                                                  | 2013                                     |                                          | 369                                      | 2,11                                     |
| Anm.: Ny tätort 1980. Ej tätort 2011. Ny tätort 2012. |                                          |                                          |                                          |                                          |